# Metioche nigripes
Metioche nigripes är en insektsart som beskrevs av Lucien Chopard 1926. Metioche nigripes ingår i släktet Metioche och familjen syrsor. Inga underarter finns listade i Catalogue of Life.